# Copiopteryx cleopatra
Copiopteryx cleopatra är en fjärilsart som beskrevs av Girad 1882. Copiopteryx cleopatra ingår i släktet Copiopteryx och familjen påfågelsspinnare. Inga underarter finns listade i Catalogue of Life.